# 剑叶叉蕨
剑叶叉蕨（学名：Tectaria leptophylla）为叉蕨科叉蕨属下的一个种。